# Euseius alstoniae
Euseius alstoniae är en spindeldjursart som först beskrevs av Gupta 1975.  Euseius alstoniae ingår i släktet Euseius och familjen Phytoseiidae. Inga underarter finns listade i Catalogue of Life.